# Marie Taglioni
Marie Taglioni, Comtesse de Voisins (23 tháng 4 năm 1804 - 22 tháng 4 năm 1884) là một vũ công ba lê người Ý của thời kỳ ba lê Lãng mạn, một nhân vật trung tâm trong lịch sử khiêu vũ châu Âu. Bà là một trong những nghệ sĩ múa ba lê nổi tiếng nhất của vở ba lê lãng mạn, trưởng thành chủ yếu tại Nhà hát Nữ hoàng ở Luân Đôn và tại Nhà hát Théâtre de l'Académie Royale de Musique của Nhà hát Opera Paris. Bà được coi như (mặc dù không khẳng định chắc chắn) là nữ diễn viên ballet đầu tiên thực sự áp dụng kỹ thuật en pointe.